# Adriaan Willaertstraat

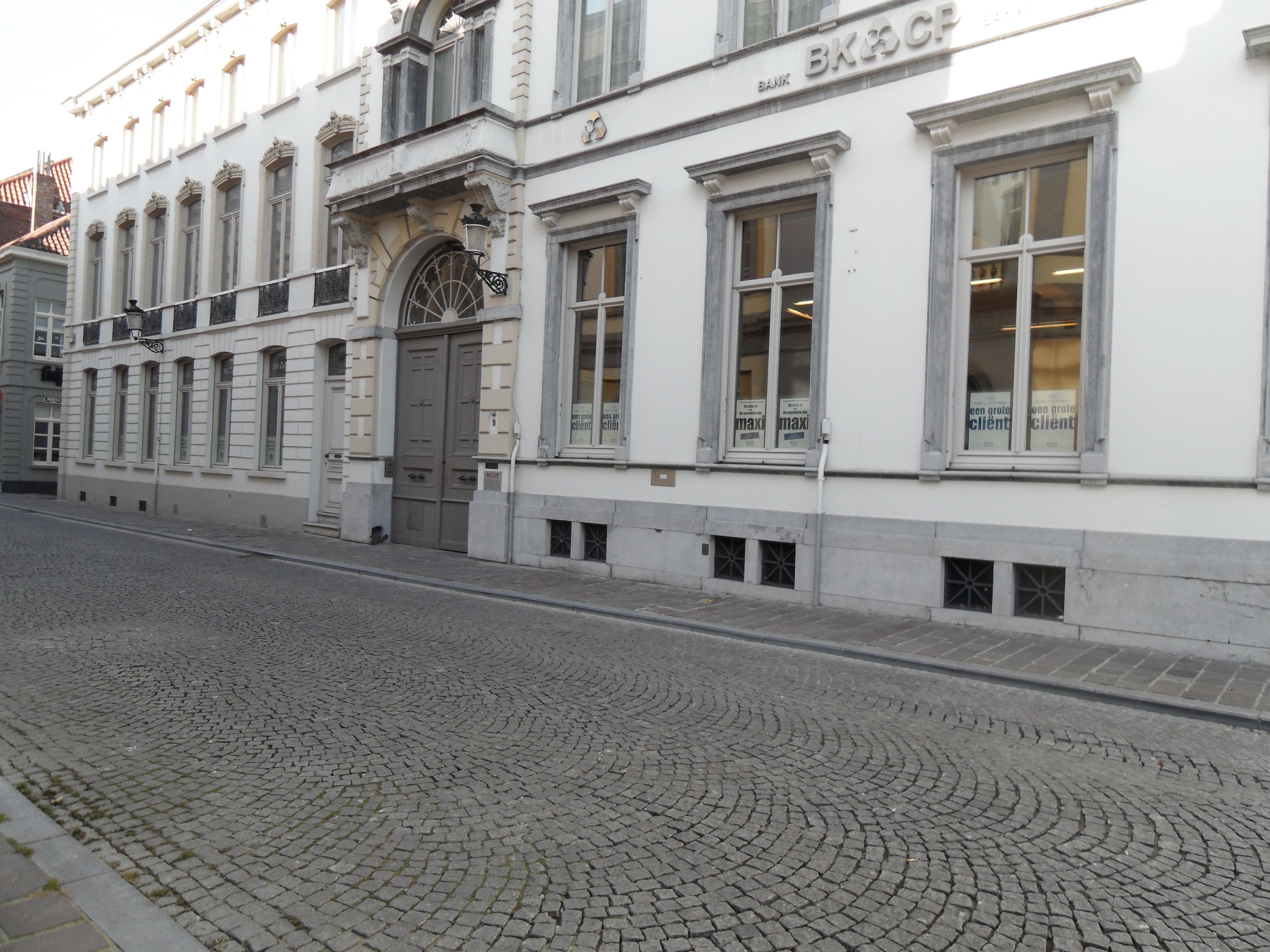
Een paar negentiende-eeuwse huizen in de Adriaan Willaertstraat

De Adriaan Willaertstraat is een straat in het historisch centrum van Brugge.

## Beschrijving
De Adriaan Willaertstraat loopt tussen de Vlamingstraat en de Kuipersstraat.
Rond 1866 werd de wijk tussen de Vlamingstraat en de Kuipersstraat duchtig door elkaar geschud. Een volledige huizenblok werd gesloopt, waarin zich onder meer de schouwburg bevond evenals het oude gasthof 'A la Fleur de Blé'. De kronkelende straten werden vervangen door twee rechte straten, links en rechts van de nieuwe stadsschouwburg die er werd gebouwd en in 1869 werd in gebruik genomen. De ene straat werd naar de Brugse schilder Jacob van Oost genoemd, de andere naar de musicus Adriaan Willaert.
Adriaan Willaert die wellicht in Brugge, maar meer waarschijnlijk rond 1490 in Roeselare geboren is, werd na zijn vertrek naar Rome, Ferrara en Urbino, een van de belangrijke musici en componisten van zijn tijd. In 1527 werd hij kapelmeester van de San-Marcobasiliek in Venetië. Willaert overleed in 1562 in Venetie.